# Zamek w Tarnopolu
Zamek w Tarnopolu – zamek został wybudowany przez Jana Amora Tarnowskiego niedługo po 1540 roku. Zamek składał się z prostokątnego budynku mieszkalno-obronnego i czworoboku murów, bramy wjazdowej z mostem zwodzonym, baszty obronnej i fosy. Na początku XIX wieku dokonano przebudowy zamku na klasycystyczny pałac.

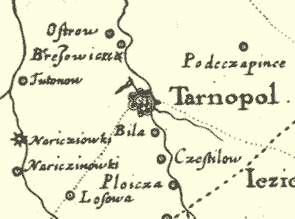
Zamek i miasto Tarnopol z 7. bastionami, pierwsza połowa XVI w.

## Położenie
O warowni zbudowanej nad Seretem, dopływem Dniestru Fryzyjczyk Ulryk Werdum w Dzienniku podróży pisał: Zamek położony na północnym- zachodzie od miasta posiadał dość spore budynki postawione z kamienia w stylu włoskim. Wieże i wybudowane mury otaczały zamek od południowego zachodu, nawet od strony jeziora.

## Historia
Zamek polecił zbudować hetman Jan Amor Tarnowski na podstawie przywileju otrzymanego w 1540 roku od króla Zygmunta I Starego. Zamek miał blokować przechodzący na północ od miasta owiany złą sławą Czarny Szlak, z którego korzystali Tatarzy podczas najazdów na ziemie Rzeczypospolitej. Już jesienią 1544 roku budowany jeszcze zamek został najechany przez Tatarów, którzy zostali odparci przez włościan i poczty Bernarda Pretwicza, Jana Herburta, braci Aleksandra i Prokopa Sieniawskich oraz przybyłemu z odsieczą Janowi Tarnowskiemu. W dniu 15 marca 1548 Jan Amor Tarnowski otrzymał przywilej dający mu prawo do budowy tamy na rzece Seret, w wyniku czego powstało Jezioro Tarnopolskie, które ograniczało dostęp do miasta i zamku od strony zachodniej. Według innych opracowań budowę zamku rozpoczęto w 1554 r. Z przywileju króla Zygmunta Augusta z 1566 roku wynika, że obwarowania zostały wzmocnione przez syna hetmana, Jana Krzysztofa Tarnowskiego, kasztelana wojnickiego. Ponieważ Jan Krzysztof zmarł bezpotomnie, a Zofia, córka hetmana Jana Amora Tarnowskiego, wyszła za mąż za ks. Konstantego Wasylego Ostrogskiego, zamek i miasto weszły w skład jego majątku, a po jego śmierci do majątku ich syna Aleksandra Ostrogskiego. W sierpniu 1589 znaczne siły tatarskie wkroczyły na Podole, zdobyły miasto i zamek, a następnie podzielili swoje siły, aby w oddzielnych czambułach niszczyć okoliczne ziemie. W 1620 r. zamek stał się własnością Zamoyskich, ponieważ Tomasz Zamoyski, kanclerz wielki koronny ożenił się z Katarzyną Ostrogską. W 1621 roku po wielkim zwycięstwie sił Rzeczypospolitej Obojga Narodów nad Turkami w bitwie pod Chocimiem, w drodze do Lwowa zamek w Tarnopolu odwiedził ze swoją świtą książę Władysław IV Waza, a przyjmował go z honorami Tomasz Zamoyski.
W sierpniu 1649 roku zamek i miasto zostało spalone przez Kozaków Zaporoskich w czasie Powstania Chmielnickiego. Zamek obronił się w trakcie najazdu tatarskiego w 1667 roku. Udało się go zdobyć dopiero w 1675 roku wojskom tureckim dowodzonym przez Ibrahima Szyszmana Paszę, które następnie spaliły go podczas wycofywania się. Po okresie, gdy właścicielem miasta i zamku był Stanisław Koniecpolski, sporządzono w 1690 roku Inwentarz Miasta Tarnopola, z którego wynika, że miasto otaczał wał wzmocniony basztami Kuśnierską i Szewską oraz murowane od wschodu Brama Kamieniecka i od zachodu Brama Lwowska, natomiast sam zamek był oddzielony od miasta suchą fosą i wałem. Wjazd do zamku zrujnowanego przez okupację turecką zamku prowadził przez most na trzech filarach, przez most zwodzony i piętrową murowaną sklepioną bramę. Po lewej stronie od bramy istniała baszta ze strzelnicami. Po prawej stronie była baszta narożna z kamienia ciosanego. Główna kamienica zamkowa była zrujnowana. W 1690 roku na mocy wyroku Trybunału Koronnego w Lublinie właścicielką zamku i miasta została Maria Kazimiera d’Arquien, małżonka króla Polski Jana III Sobieskiego, która wniosła Tarnopol do rodziny Sobieskich po długim sporze z Koniecpolskimi. Przedstawiciele rodu Sobieskich – następni posiadacze – odbudowali obiekt, w którym zamieszkała Maria Kazimiera d’Arquien, a po niej królewscy synowie: Konstanty Sobieski i Jakub Ludwik Sobieski, który był dziedzicem Tarnopola po śmierci matki w 1716 roku. On to sprzedał w 1737 roku miasto ze zamkiem hetmanowi wielkiemu koronnemu Józefowi Potockiemu, jednak według innych danych Potocki w 1742 odkupił Tarnopol od Michała Kazimierza Radziwiłła Rybeńki, któremu Maria Karolina Sobieska, córka Jakuba Ludwika, zapisała cały swój majątek.
Po I rozbiorze Polski Tarnopol od Potockich kupili Korytowscy herbu Mora. Na początku XIX wieku Franciszek Korytowski z Korytowa (1768 – 1832) przebudował zrujnowane zabudowania na klasycystyczny pałac, wznosząc go na dolnych partiach budynku Jana Amora Tarnowskiego. Z tego okresu pochodzi bryła dzisiejszego zamku. Podczas tej przebudowy wyburzono dawne mury obronne i bramę, a całość otoczono nowym murem. Dodatkowo po lewej stronie fasady z jego inicjatywy zbudowano kolejny budynek nazwany Nowym Zamkiem. Powstała też nowa brama z pylonami nawiązującymi do estetyki egipskiej zdobiona lwami oraz herbem Trzaska Zabielskich i herbem Mora Korytowskich. Po przebudowie w 1810 roku urządzano na zamku kasyno taneczne, gdzie urządzano przyjęcia i bale.
W 1843 roku ostatni prywatny właściciel zamku, Tadeusz Turkuł, sprzedał zamek gminie miejskiej, a następnie ulokowano tam koszary wojska austriackiego. Od tego czasu przez prawie 100 lat zamek był obiektem należącym do wojska. W 1865 roku wojsko austriackie w pobliżu pałacu zamkowego zbudowało nowe koszary dla 55 pułku piechoty i 13 Galicyjskiego Pułku Ułanów (budynki zniszczono w 1944 r.). W 1873 i 1875 roku zamek został uszkodzony przez pożary, ale został odbudowany. W 1879 roku hrabia Wiktor Baworowski podarował Tarnopolowi swoją rodzinną bibliotekę (Biblioteka Baworowskich), której część miasto umieściło na zamku.
W 1914 roku, w trakcie I wojny światowej, zamek został zajęty przez wojsko rosyjskie, które skoszarowało w nim żołnierzy. W dniu 21 lipca 1917 roku Rosjanie uciekając przed Niemcami podpalili zamek. W okresie II RP ruinę zamku objęło Wojsko Polskie, które od 1926 do 28 marca 1931 roku przeprowadziło odbudowę zamku. W zabudowaniach zamkowych mieściła się Szkoła Podchorążych Rezerwy 12 Dywizji Piechoty przy 54 Pułku Piechoty Strzelców Kresowych w Tarnopolu, kino wojskowe „Mars”, a od 1936 roku Komitet Naukowy im. Baworowskich, a Nowym Zamku świetlica żołnierska prowadzona przez Polski Biały Krzyż.
We wrześniu 1939 roku zamek zajęły wojska sowieckie. W kwietniu 1944 roku na zamku broniły się oddziały niemieckie, w wyniku czego doszło do poważnych zniszczeń, w konsekwencji których po wojnie rozebrano Nowy Zamek, bramę i mury okalające zespół zamkowy. Po zdobyciu zamku biblioteka została spalona przez Rosjan na ulicy. Zamek odbudowano w 1956 roku i umieszczono w nim Pałac Sportu oraz szkołę sportową specjalizującą się w zapasach. W miejscu Nowego Zamku powstał budynek, w którym mieści się obecnie hotel „Ternopil”, a od strony stawu zbudowano pawilon z restauracją. W 2007 roku przeprowadzono badania archeologiczne na terenie zamku.

## Architektura
Zamek przylega jednym bokiem do rozległego stawu. Głównym elementem zabudowy zamku była wieża mieszkalna na planie prostokąta (zachowana do dzisiaj w dolnych partiach obecnego pałacu z XIX wieku), którą przyrównuje się w jej pierwotnej postaci do wieży Zygmunta I Starego w Piotrowie Trybunalskim. Do wieży przylegał czworobok murów obronnych z murowaną jednopiętrową wieżę bramną, do której prowadził most zwodzony. Zamek od miasta oddzielony był suchą fosą i ziemnym wałem z palisadami. Według relacji zamek różnił się od innych zwykłych zamków odrębną strukturą, miał bowiem kształt warowni, którą Włosi nazywają >casaforte<.
Pierwotny budynek mieszkalny zachował się w dolnych partiach obecnie istniejącego klasycystycznego pałacu i stanowi jego wysuniętą do przodu część środkową. Od strony miasta budynek ma trzy kondygnacje i pięć od strony stawu (ze względu na spadek terenu), z czego dwie dolne są sklepionymi kazamatami z XVI wieku. W późniejszym okresie budynek Tarnowskich rozbudowano po bokach. Pod zamkiem miały się rozciągać długie, murowane lochy. Skromny wystrój elewacji korpusu głównego wzbogacają narożne pasy boni, ramowe oprawy okien z listwowymi naczółkami oraz trójkątne frontony.

## Stan obecny
Zachowało się skrzydło mieszkalne wysokie na dwa piętra, położone od strony miasta i kazamaty widoczne od strony stawu. Po zniszczeniach z okresu I wojny światowej zamek objęły instytucje Wojska Polskiego, które przeprowadziły kompleksowy remont całego założenia. Po zniszczeniach II wojny światowej zamek został odbudowany w 1953 roku i mieścił w czasach ZSRR szkołę sportową. Od 2015 roku na zamku mieści się Muzeum Miasta Tarnopola.

W 2017 na terenie wokół zamku przeprowadzono badania wykopaliskowe odnajdując m.in. ścianę zachodnią zamku i fragment południowo-wschodni, artefakty pochodzące z wieków XIV–XX

Zamek około 1870 r. wg Napoleona Ordy
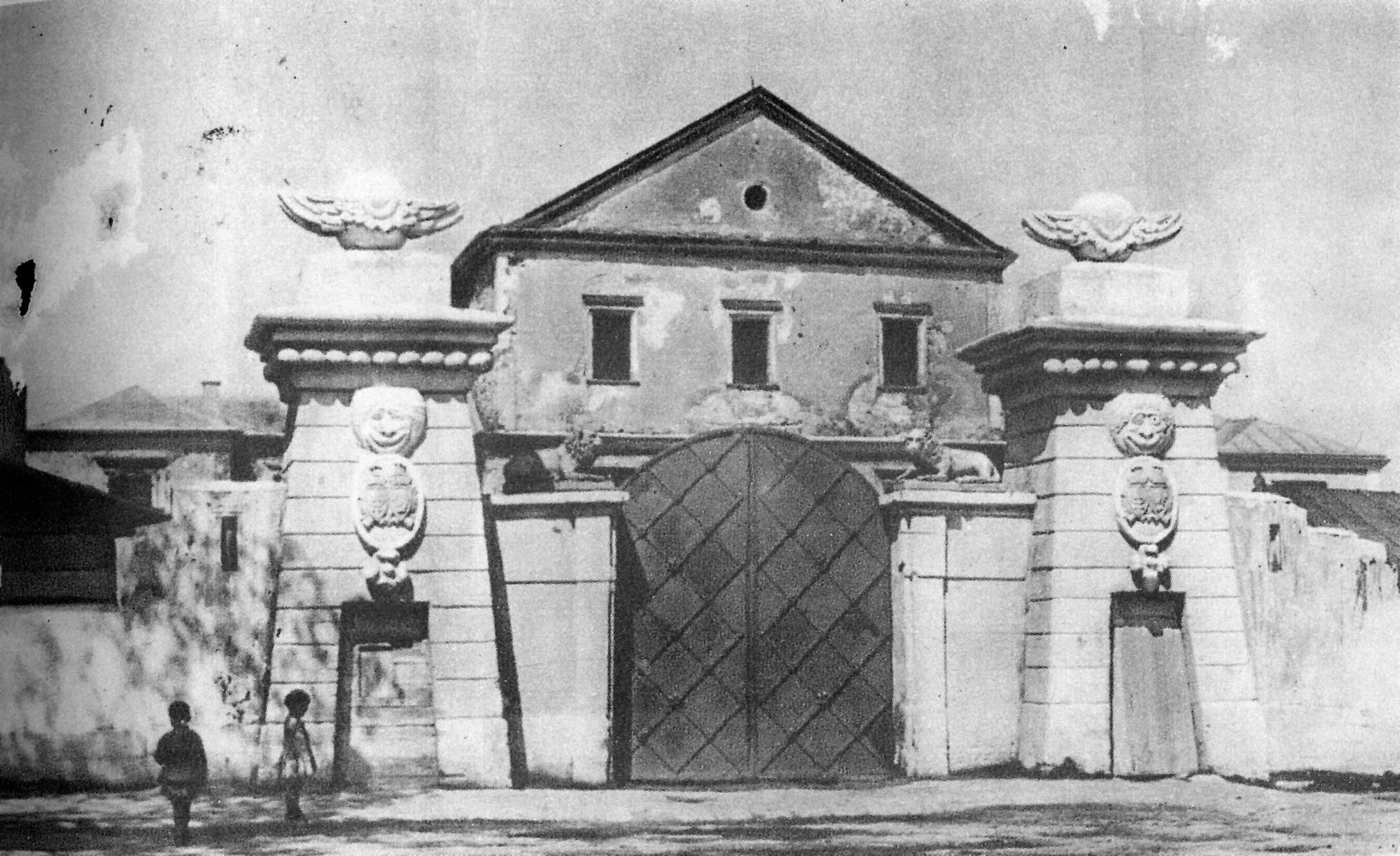
Lata 1924-1931
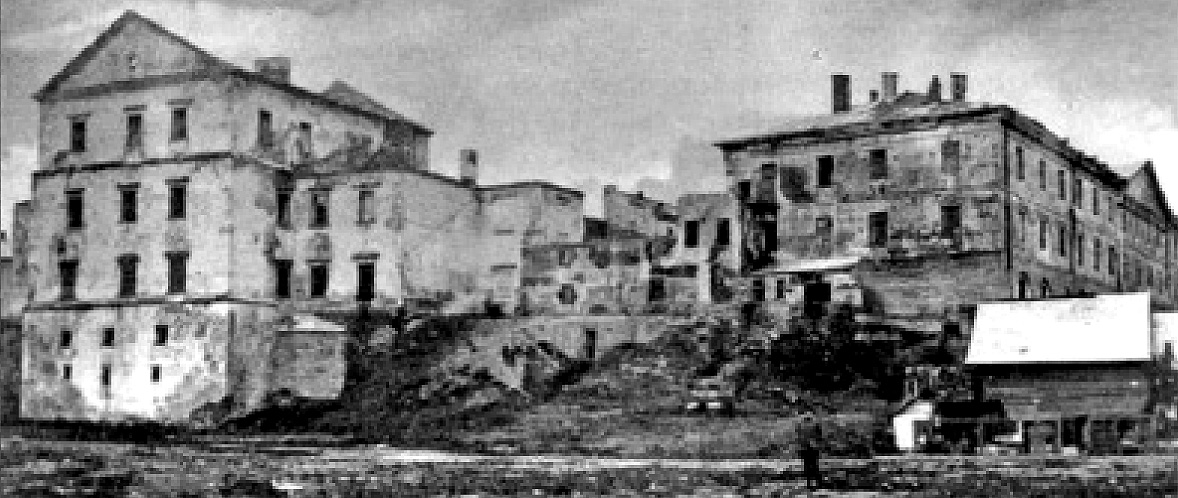
Zamek od strony stawu w 1919 r. po zniszczeniach wojennych. Po prawej stronie „Nowy zamek” z XIX w.
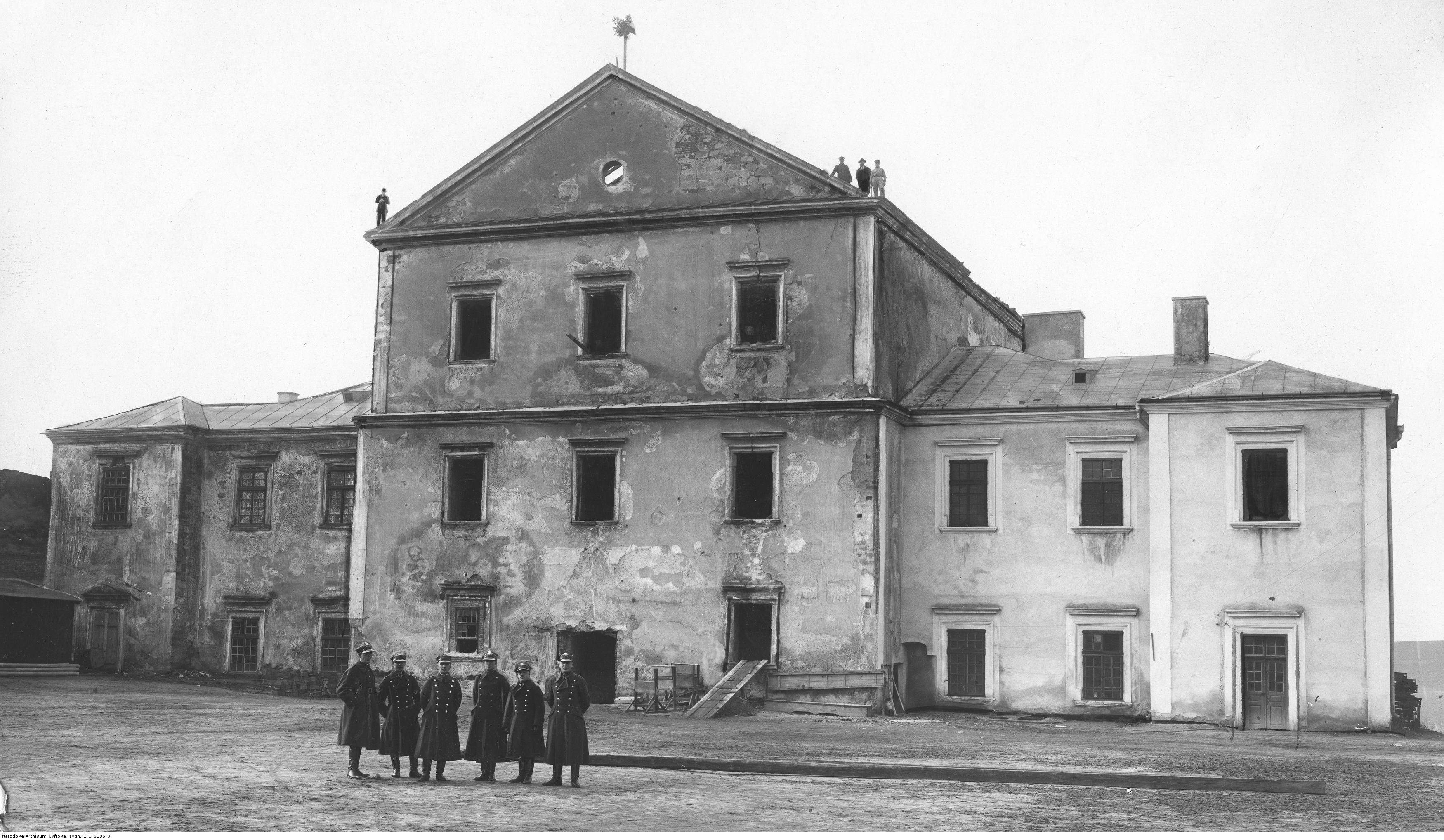
Lata 1926-1931
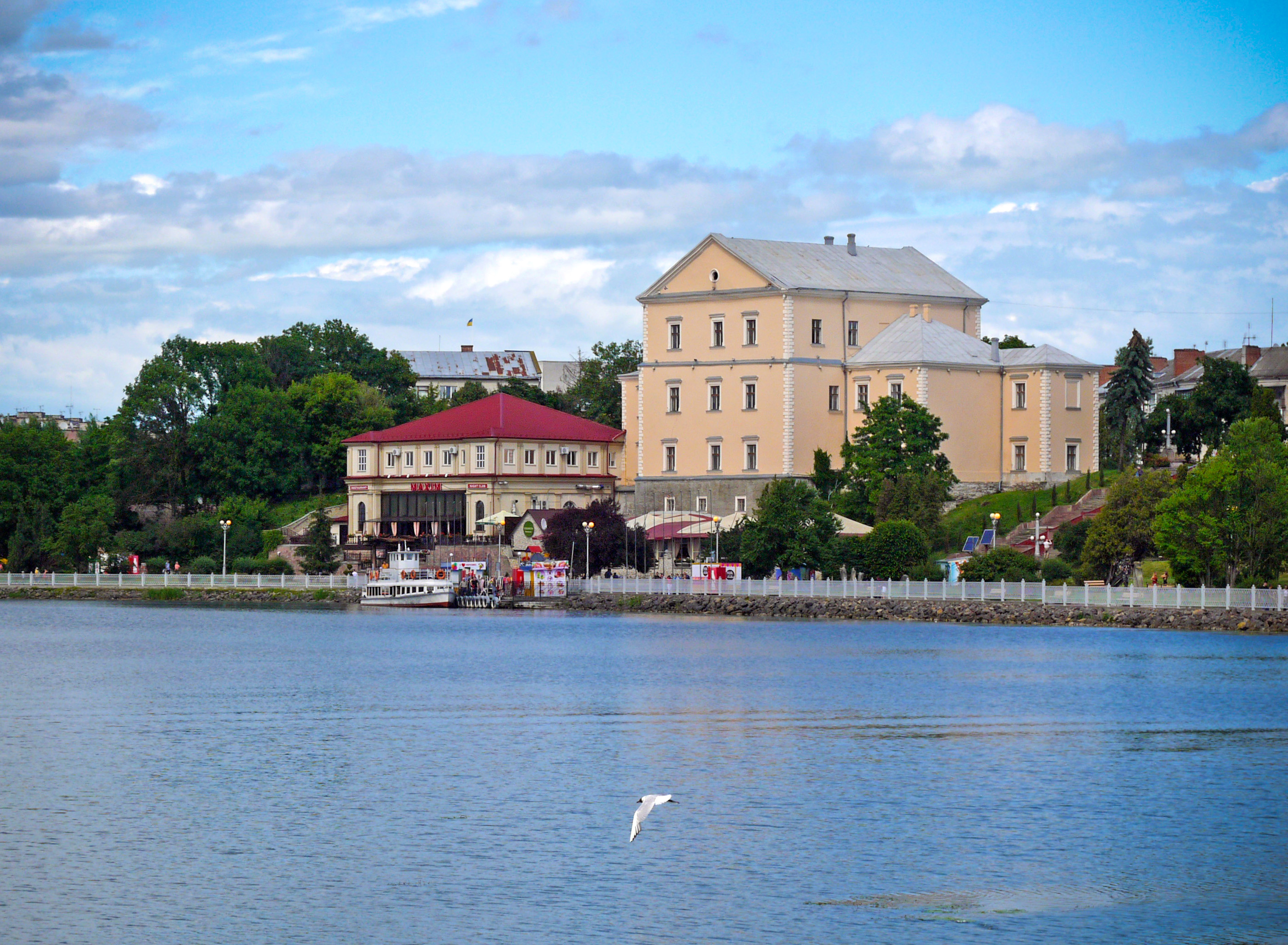
Zamek od strony stawu
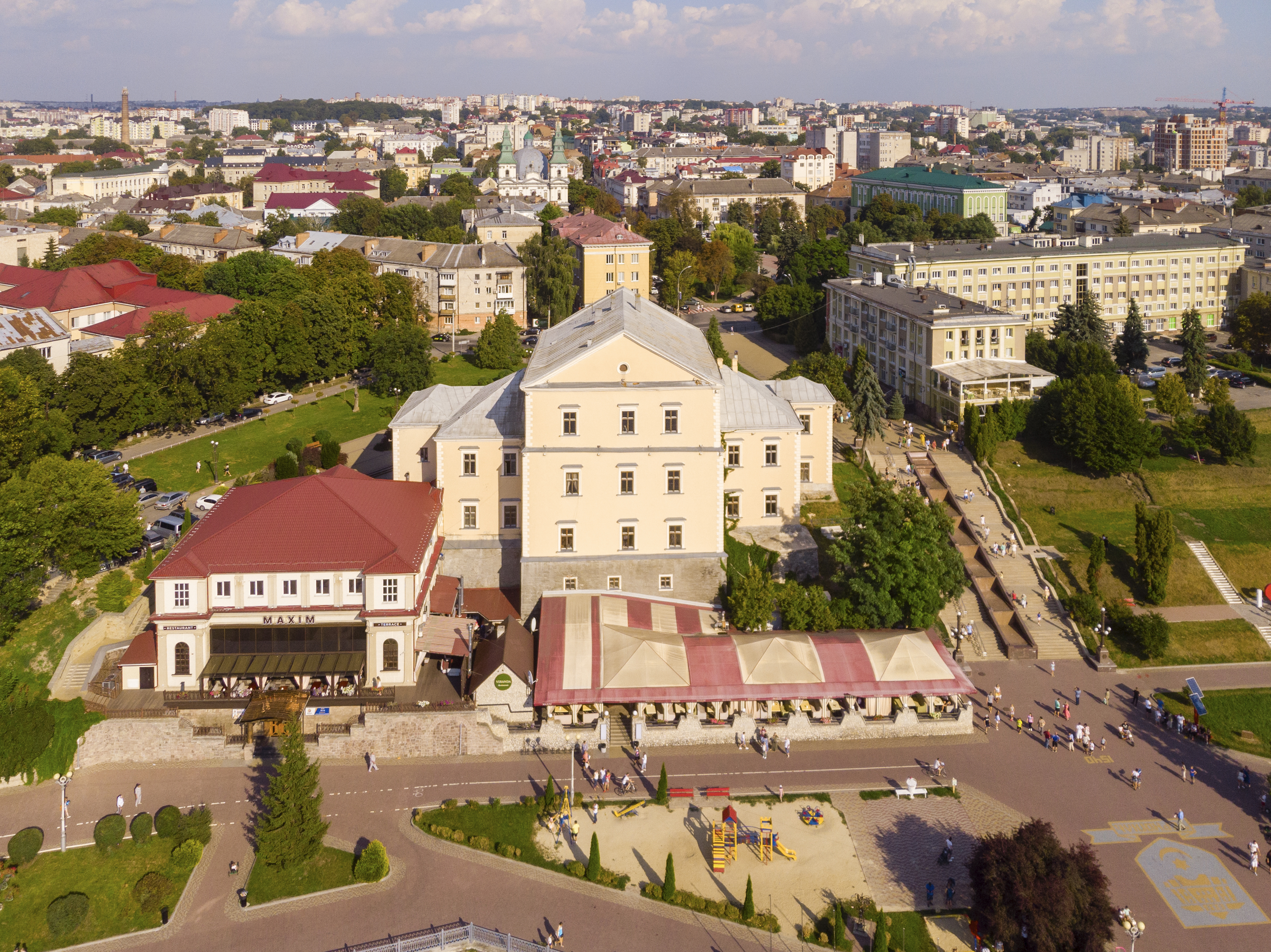
Zamek od strony stawu
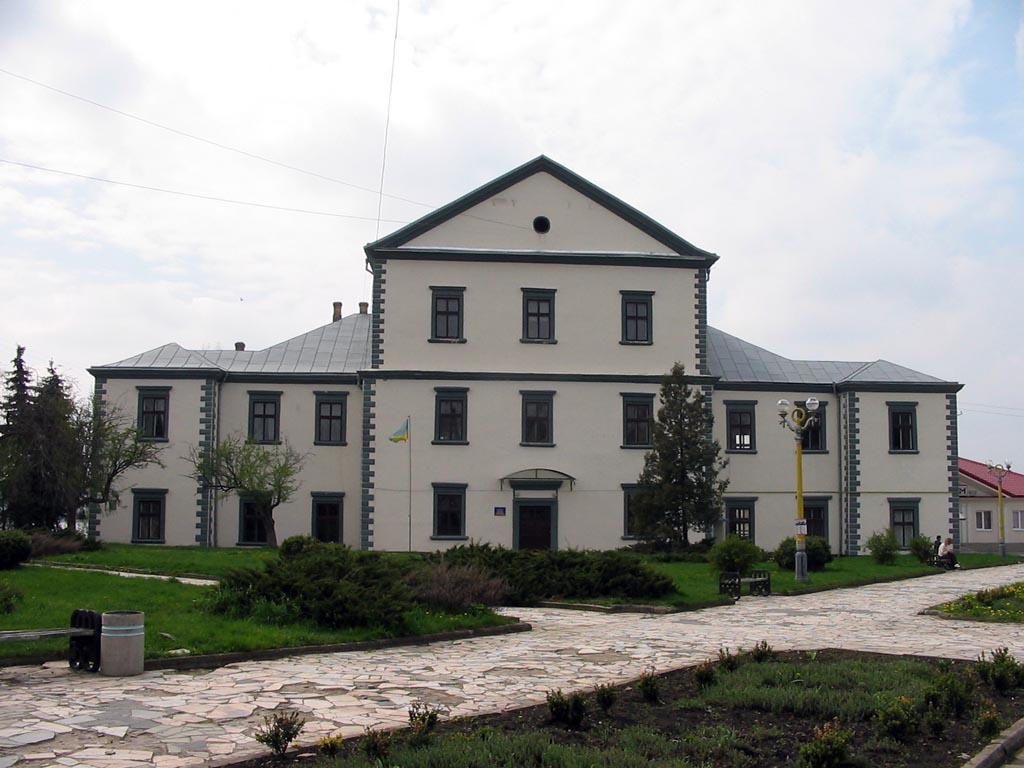
Zamek od strony miasta w 2006 r.
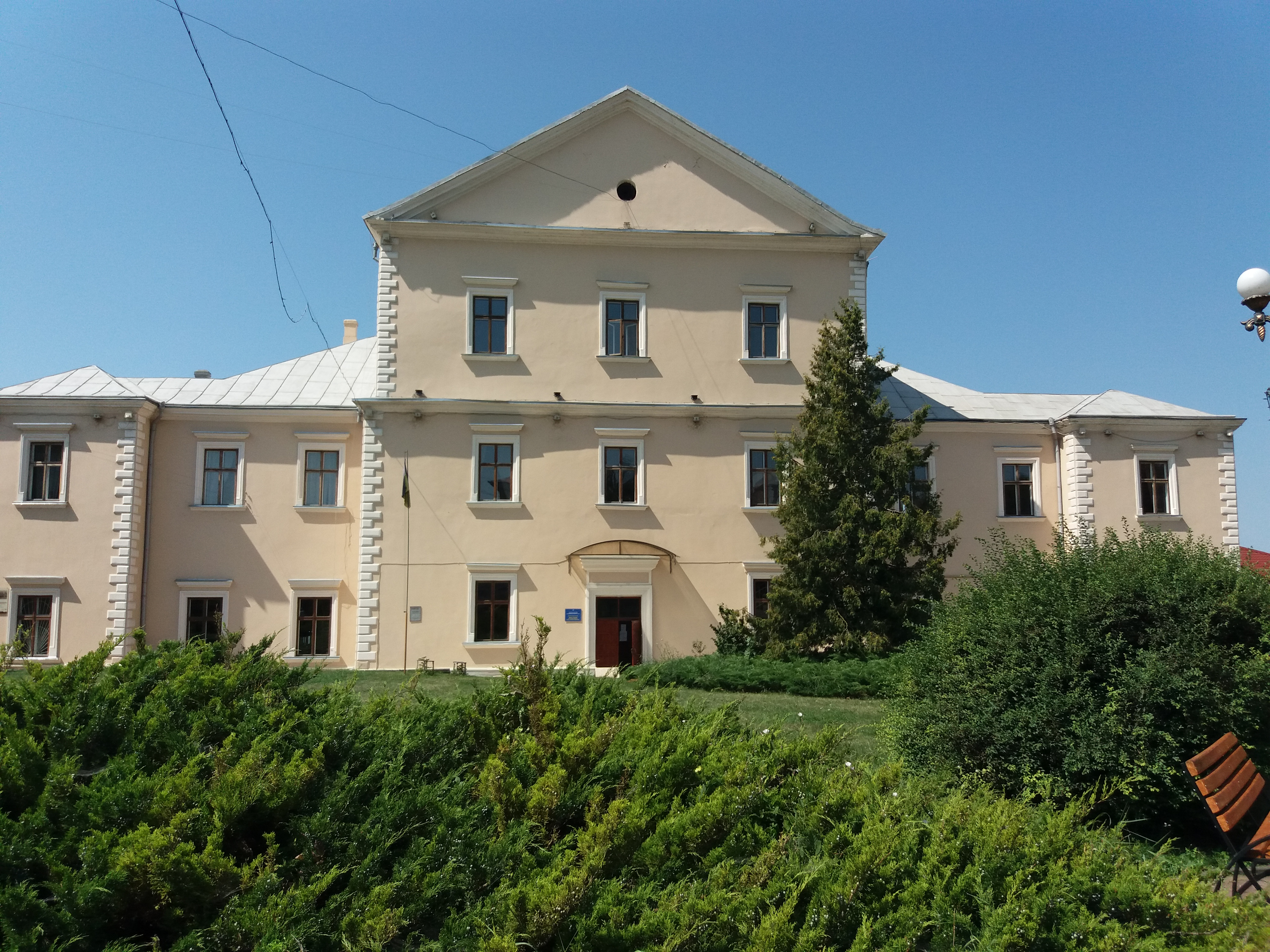
Zamek od strony miasta w 2017 r.